# Hector Vandevelde
Hector Vande Velde (Oudenaarde, 18 januari 1889 — Leupegem, 25 augustus 1946) was een Belgische heemkundige en uitgever.
Vande Velde was een autodidact, die zijn eigen drukkerij had. Hij was sterk actief in het plaatselijke verenigingsleven van Leupegem en organiseerde er de kermissen. In het Interbellum was hij voorzitter van de Feestcommissie. Hij stichtte de lokale muziekmaatschappij en een aantal toneelverenigingen, waarvan de laatste, de Rederijkerskamer Sint-Amandus uit 1945, nog steeds bestaat (tegenwoordig Theater Stam). In 1938 bezorgde Vande Velde Leupegem reuzen.
Hij hield zich actief met bijstand aan de minderbedeelden onledig en was sedert 1935 afdelingssecretaris van het Nationaal Hulpcomiteit van Koningin Astrid. Tijdens de Tweede Wereldoorlog werkte hij mee aan de Passieve Luchtmacht, het lokale Winterhulpcomité en het Comité voor Geteisterden. Tevens verenigde hij de drukkers van Oudenaarde en Ronse in 1942 in een drukkersbond.
Zijn interesse ging sterk naar folklore uit, en hij verzamelde reeds in de jaren 30 een uitgebreide hoeveelheid informatie, aanvankelijk betreffende zijn eigen dorp Leupegem en gaandeweg omtrent de andere dorpen uit de omstreken van Oudenaarde, hetgeen in een reeks uitvoerige publicaties over de streek uitmondde. Hij organiseerde heemkundige presentaties met dia’s op de kermissen van Leupegem, teneinde de inwoners in hun streekgeschiedenis te interesseren. Ook de geschiedenis van de lokale molens interesseerde hem.
Vande Velde overleed aan een hartaderbreuk, de dag nadat hij zijn laatste boek zelf gedrukt had.

## Werken
- 1934 De beknopte geschiedenis van O. L. Vrouw van Kerzelare
- 1937 Leupegem, het schilderachtige voorplan der Vlaamsche Ardennen
- 1937 Leupegem door de eeuwen heen
- 1939 Gids voor Oudenaarde
- 1944 De begankenis van de H. Kornelius
- 1946 Het Oudenaardsche door de Eeuwen heen